# Penisa ornata
Penisa ornata är en fjärilsart som beskrevs av Alfred Ernest Wileman 1911. Penisa ornata ingår i släktet Penisa och familjen nattflyn. Inga underarter finns listade i Catalogue of Life.